# Fomboni
Fomboni este un oraș în Comore, în  insula autonomă Mohéli. În 2012 avea o populație de 18.277 de persoane, iar la recensământul din 1991 avea 8.615 locuitori.